# Burmeister & Wain (dokumentarfilm)
Burmeister & Wain er en dansk dokumentarfilm fra 1910.

## Handling
Denne artikel mangler et handlingsreferat. Hjælp os med at skrive det.